# Yves Loday
Yves Loday (Guérande, 27 september 1955) is een Frans zeiler.
Loday won in 1981 en 1983 de bronzen medaille tijdens de wereldkampioenschappen in de Tornado. Tijdens de Olympische Zomerspelen 1984 eindigde Loday als achtste. Acht jaar later won Loday samen met Nicolas Henard de gouden medaille tijdens de Olympische Zomerspelen 1992 in het Spaanse Barcelona.

## Belangrijkste resultaten

### Wereldkampioenschappen
| Jaar | Plaats         | Resultaten          |
| ---- | -------------- | ------------------- |
| 1981 | Carnac         | in de tornado       |
| 1983 | Hayling Island | in de tornado       |
| 1994 | Finland        | 6de in de Soling    |
| 1996 | Brisbane       | 23ste in de tornado |

### Olympische Zomerspelen
| Jaar | Plaats      | Resultaten   |
| ---- | ----------- | ------------ |
| 1984 | Los Angeles | 8ste tornado |
| 1992 | Barcelona   | tornado      |